# 아이소옥테인
아이소옥테인(영어: isooctane) 또는 2,2,4-트라이메틸펜테인(영어: 2,2,4-trimethylpentane)은 화학식 (CH3)3CCH2CH(CH3)2을 갖는 유기 화합물이다. 여러 옥테인 이성질체 (C8H18) 중 하나이다. 이 특정 이성질체는 옥탄가 기준 표준 100포인트이다. 연료의 노크(knock) 저항을 증가하기 위해 상대적으로 많은 양으로 사용되는 휘발유의 중요 성분이다.